# Alexander Robert Todd
Alexander Robertus Todd, Barón de Todd, PC, OM, FRS (Glasgow, Escocia, 2 de octubre de 1907 - Cambridge, Inglaterra, 10 de enero de 1997) fue un químico y profesor universitario escocés galardonado con el Premio Nobel de Química del año 1957.

## Biografía
Inició sus estudios en la Allen Glenns School y se licenció en química en la Universidad de Glasgow en 1928. Posteriormente amplió sus estudios en la Universidad de Frankfurt, donde se doctoró en 1931.
En 1933 realizó un nuevo doctorado en la Universidad de Oxford, y en 1938 fue nombrado profesor de química en la Universidad de Mánchester, cargo que desarrolló hasta 1944 cuando aceptó su nombramiento como profesor de química orgánica en la Universidad de Cambridge, donde tuvo bajo su tutela al bioquímico canario Antonio González González.
Entre 1952 y 1964 fue miembro consultivo del Gobierno Británico, en 1954 fue nombrado Caballero del Imperio Británico per la reina Isabel II del Reino Unido y en 1962 le fue concedido el título honorífico de barón. Miembro de la Royal Society de Londres, fue su presidente entre los años 1975 y 1980.

## Investigaciones científicas
Entre 1935 y 1936 fue miembro del equipo investigador de la Universidad de Edimburgo donde realizó investigaciones sobre la vitamina B1 o aneurina, de la cual elaboró diversos procedimentos de obtención por síntesis, uno de los cuales se utiliza para prepararla industrialmente. Durante su estancia en el Instituto Lister de Londres entre 1936 y 1938 prosiguió sus trabajos de síntesis de la tiamina y otras substancias relacionadas.
A partir de 1955 inició sus investigaciones sobre los nucleótidos (los compuestos que forman las unidades estructurales de los ácidos nucleicos ADN y ARN), coenzimas y compuestos de fósforo, así mismo efectuó otros estudios que han permitido esclarecer la complicada estructura de la vitamina B12 y vitamina E, la antocianina (pigmento vegetal causante de las coloraciones rojas, moradas y azules de las flores). Estudió también los alcaloides encontrados en el cannabis (incluyendo el hachís).
El 1957 fue galardonado con el Premio Nobel de Química por su trabajo sobre nucleótidos y coenzimas.
| Predecesor: C. N. Hinshelwood Nikolái Semiónov | Premio Nobel de Química 1957 | Sucesor: Frederick Sanger |

- Datos: Q157242
- Multimedia: Alexander R. Todd / Q157242